# (38350) 1999 RS149
1999 RS149 (asteroide 38350) é um asteroide da cintura principal. Possui uma excentricidade de 0.02524560 e uma inclinação de 3.80126º.
Este asteroide foi descoberto no dia 9 de setembro de 1999 por LINEAR em Socorro.